# Thank You (песня Дайаны Росс)
«Thank You» (с англ. — «Спасибо») — песня, записанная американской певицей Дайаной Росс для её одноимённого двадцать пятого студийного альбома. Песня была выпущена в качестве ведущего сингла с альбома 17 июня 2021 года.

## О песне
Данный сингл стал возвращением Росс в музыкальный шоубиз, поскольку она не выпускала нового материала с 2006 года, когда был выпущен альбом I Love You, а оригинального — с 1999 года. Сама певица заявила, что пластинка под названием Thank You является жестом признательности и любови ко всем своим слушателям, что находит отражение и в одноимённой песне. Росс сама принимала участие в написании композиции написала песню в соавторстве с Эми Уодж, Кристианом Полом Уоссилеком, Натаниэлем Ледвиджем и Троем Миллером, который также спродюсировал трек.

## Отзывы критиков
Том Брейхан из Stereogum назвал трек «ярким и мерцающим». Дэвид Браун в свей рецензии для Rolling Stone отметил, что «упругий грув и позитивная атмосфера „Thank You“ напоминают времена „Upside Down“ и „I’m Coming Out“». В обзоре для The Telegraph Нил Маккормик заявил, что голос Росс спустя годы «сохранил своё элегантное скольжение и плавный тон, со знакомыми слегка пронзительными высокими нотами и некоторыми уместно властными произносимыми пассажами», однако предположил, что в песне «слишком много блестящих цифровых эффектов».

## Музыкальное видео
Музыкальное видео на песню было представлено на официальном канале исполнительницы на YouTube в тот же день. Оно представляет собой нарезку из предыдущих видеоклипов певицы, видео с различных концертов, интервью и бэкстейджей с фотосессий.

## Версии и ремиксы
Цифровая загрузка, стриминг
1. «Thank You» — 3:45

Цифровая загрузка, стриминг — Eric Kupper Remix
1. «Thank You» — 6:18

Цифровая загрузка, стриминг — Jax Jones Remix
1. «Thank You» — 3:47

## Участники записи
- Дайана Росс — вокал
- Трой Миллер — синтезатор, фортепиано, перкуссия, валторна, гитара, барабаны
- Том Уолш — труба
- Майк Дэвис — труба
- Никол Томпсон — тромбон
- Джеймс Гарньер-Бейтмен — саксофон
- Спайк Стент — сведение
- Йен Кайберт — сведение
- Рэнди Меррилл — мастеринг
- Мэтт Уолаш — звукорежиссура
- Дэнни Аллин — звукорежиссура

## Чарты
| Чарт (2021)                               | Высшая позиция |
| ----------------------------------------- | -------------- |
| Великобритания (OCC UK Singles Downloads) | 37             |
| Великобритания (UK Singles Sales)         | 38             |